# Tomba d'Hecatomnos
La Tomba d'Hecatomnos (en grec: Ἑκατόμνος, en cari: 𐊴𐊭𐊪𐊵𐊫 k̂tmno 'sub-fill', descendent?) es troba en el districte Hisarbaşı de Milas (Turquia), una de les ciutats més importants de la regió de Cària, al sud-oest d'Anatòlia. La tomba es va incloure en la Llista provisional de llocs del Patrimoni Mundial de Turquia per la UNESCO al 2012.

## Biografia d'Hecatomnos
Hecatomnos era el governant de l'antiga ciutat de Milasa, l'actual Milas, de Cària. El rei persa Artaxerxes II de Pèrsia va nomenar Hecatomnos, al voltant del 392 abans de la nostra era, sàtrapa (governador provincial) de part de l'Imperi aquemènida. Juntament amb Autofradates, que era sàtrapa de Lídia, anava a lluitar contra el líder rebel Evàgores, que volia estendre el seu domini per tota l'illa de Xipre, però van perdre la batalla naval. A Hecatomnos, el va convertir Artaxerxes II (rei de Pèrsia) en governant de Milet, que és un dels assentaments més grans caracteritzats per la cultura grega a Àsia Menor. Va quedar molt impressionat per la cultura grega i envià el seu fill menor a Atenes. Sempre, però, mantingué la cultura cària a la seua terra. A més a més, va emprar en les monedes imatges del cap cari Zeus Labrand, el santuari del qual era a Labranda, a Cària.
Mausol, fill major d'Hecatomnos, es va convertir en el nou sàtrapa de Cària, després de la mort de son pare.

## Característiques de la tomba
La Tomba d'Hecatomnos consta d'un mur tèmenos, una columna en honor seu, un podi i una tomba. La tomba és única perquè té el mateix disseny que el Mausoleu d'Halicarnàs, que és una de les Set meravelles del món antic, però d'un període anterior.
La tomba és un dels monuments més importants de la cultura antiga i representa el culte als morts. Té un alt nivell de disseny arquitectònic, i d'escultura i pintura mural, especialment el fris, amb la seua grandària i qualitat, és l'únic exemple en l'Anatòlia clàssica i hel·lenística.

## Saqueig de la tomba
El 2010, les autoritats turques presenciaren una operació policial en què uns caçadors de tresors foren detinguts mentre intentaven robar els tresors de la tomba. Després de les detencions, va resultar que els caçadors de tresors il·legals havien usat màquines perforadores d'alta tecnologia per a fer un forat d'uns 40-50 cm en la paret de marbre de la tomba. També havien fet servir 245 tones d'aigua durant el procés per a refredar les màquines i deixar que les aigües residuals omplissen la cambra funerària.
Després del robatori, s'engegà un estudi per a detenir aquesta destrucció. Científics italians, turcs i japonesos continuen treballant en la restauració, climatització i documentació de la tomba. Sobre aquest tema el Dr. Kızıl va dir: «Entre els objectes utilitzats en el robatori hi ha nuclis cilíndrics, claus angleses, canonades, roba i recipients per a begudes. Els exhibirem com a exemple». Els serveis d'intel·ligència han descobert que la corona d'Hecatomnos es troba a Escòcia. El 2018, es va identificar una corona d'or robada de la tomba i se'n va acordar la devolució a Turquia.

## Galeria d'imatges

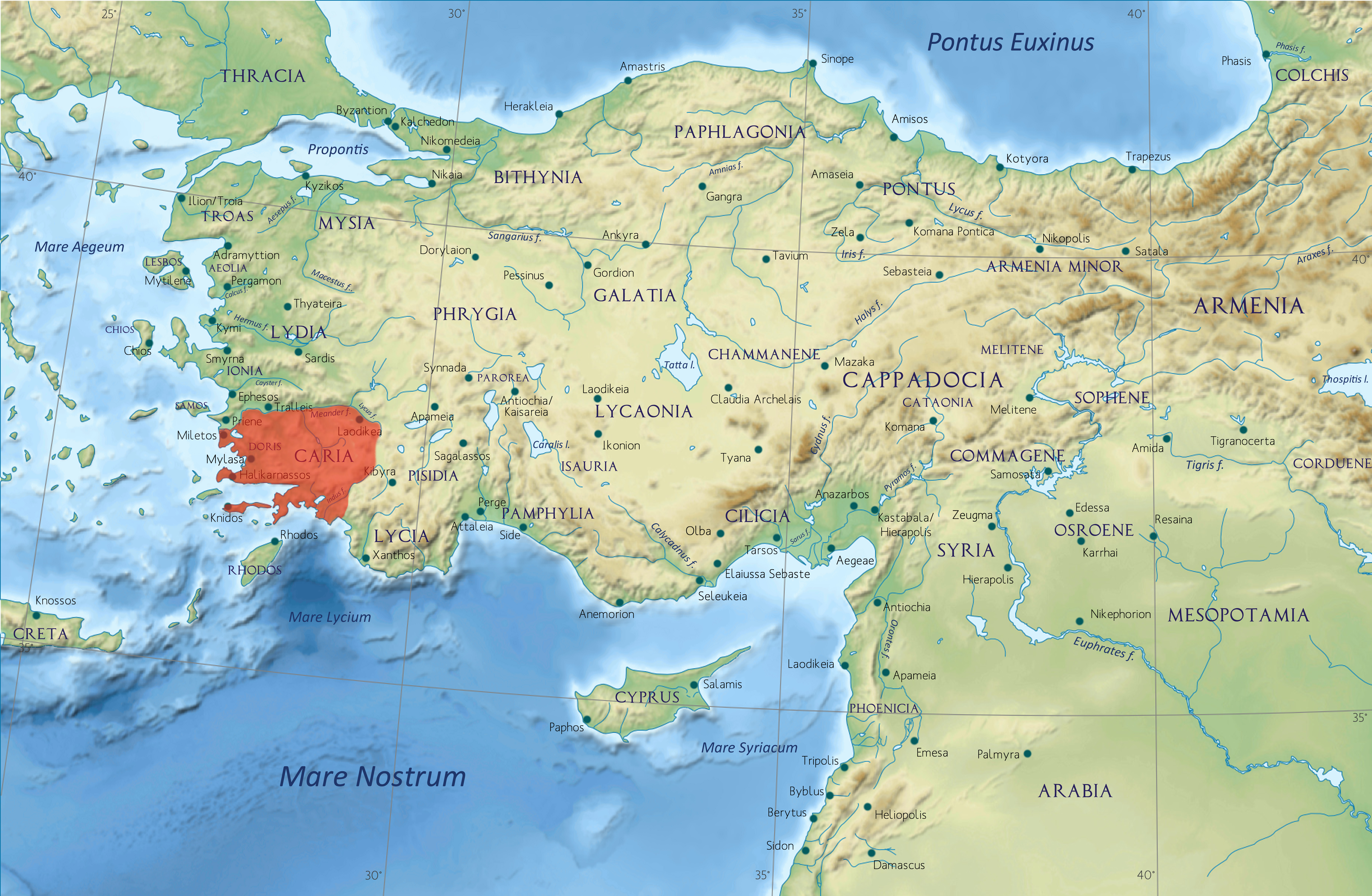
Mapa de Caria a Àsia Menor.
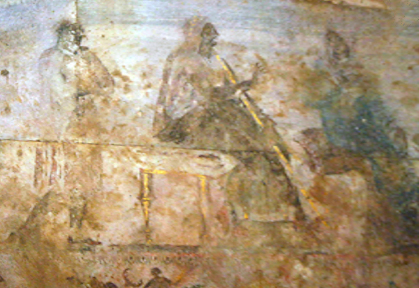
Pintura mural de la tomba.
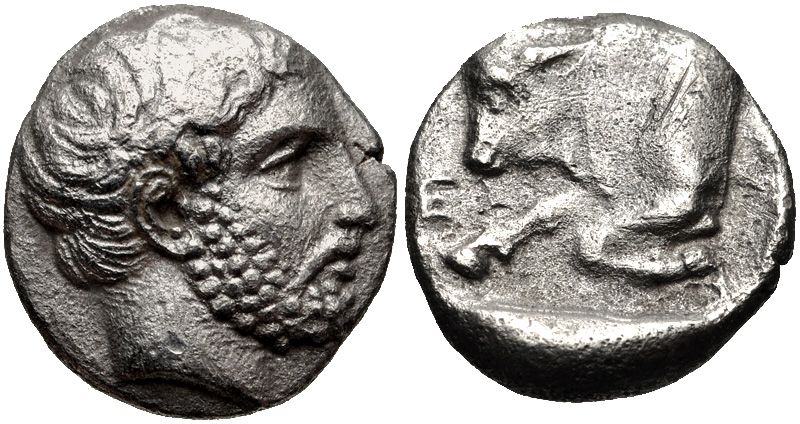
Hecatomnos en una moneda.